# Exercise Tiger
Exercise Tiger var kodenavn for to militærøvelser, der blev afholdt i Storbritannien under 2. Verdenskrig.
Den første, som blev afholdt i 1942, var en øvelse på arméniveau med Commonwealth styrker, og var den hidtil største øvelse som er gennemført i Storbritannien.
Den anden blev afholdt i 1944 og var en generalprøve på invasionen i Normandiet og førte til at over 700 amerikanske soldater døde, dels som følge af fejltagelser fra de allierede styrkers side, dels på grund af angreb fra tyske torpedobåde.

## 1942
I april 1941, da general Bernard Montgomery blev chef for South-Eastern Command i Storbritannien, gennemførte han den største militærøvelse nogensinde i Storbritannien, Exercise Tiger, i maj 1942, med 100.000 deltagende tropper. Tropper, der deltog i øvelsen bemærkede at den var særlig anstrengende for det deltagende infanteri, som marcherede 160 km i løbet af øvelsen.

## 1944
En anden øvelse med samme navn blev gennemført i 1944. Dette var en otte-dages træning af landgangen ved Utah Beach på D-dag. Under øvelsen blev en allieret konvoj angrebet, hvilket førte til at 749 amerikanske soldater døde.

### Forhistorie
I slutningen af 1943 evakuerede den britiske regering ca. 3.000 indbyggere i området ved Slapton i Devon på den engelske sydkyst. Nogle havde aldrig forladt deres landsbyer før.
Landgangsøvelser var blevet indledt i december 1943. Exercise Tiger var en af de større, som skulle foregå i april og maj 1944. Stranden ved Slapton blev valgt fordi den mindede om Utah Beach – en grusstrand, efterfulgt af en stribe land og derpå en sø.

### Angrebet
Øvelsen skulle løbe fra 22. april til 30. april 1944 ved Slapton Sands stranden. Om bord på ni store Landing Ship Tanks (LST) gjorde 30.000 tropper sig klar til at gå i land.
Øvelsesområdet blev beskyttet af Royal Navy. To destroyere, tre motortorpedobåde og to patruljebåde kontrollerede adgangen til Lyme Bay og motortorpedobåde holdt øje med området ved Cherbourg, hvor tyske E-både (torpedobåde) var stationeret.
De første øvelsesangreb fandt sted om morgenen den 27. april. De forløb tilfredsstillende, men tidligt om morgenen den 28. april angreb tyske E-både, der var sejlet ud fra Cherbourg på patrulje, en konvoj af 8 LST'ere med køretøjer og ingeniørsoldater fra 1. ingeniør specialbrigade i Lyme Bay. En af disse E-både var S-130, som nu ligger i tørdok i Plymouth, Devon. Et transportskib brød i brand, og blev forladt. Et andet sank kort efter at være blevet torpederet. Et tredje blev sat i brand, men nåede tilbage til kysten. De resterende skibe og deres eskorte besvarede ilden, og E-bådene foretog ikke flere angreb.
638 soldater blev dræbt, sammenlignet med kun ca. 200 i selve landgangen på Utah Beach: 441 fra hæren og 197 fra flåden. Mange druknede i det kolde hav mens de ventede på at blive reddet. Soldater, som var uvant med at være til havs, gik i panik og iførte sig deres redningsveste forkert. I nogle tilfælde betød det, at når de sprang i vandet ville vægten af deres oppakning gøre at de fik hovedet under vand, så de druknede. Dale Rodman, som var om bord på LST-507, sagde: "Den værste erindring jeg har var at sætte af fra det brændende skib i redningsbåden og se lig flyde forbi."
Af de to skibe, som havde til opgave at beskytte konvojen, var kun det ene til stede. HMS Azalea anførte LST'erne i en lige linje, en formation som senere blev kritiseret fordi den udgjorde et let mål for E-bådene. Det andet skib, som skulle være tilstede, HMS Scimitar, en destroyer fra 1. Verdenskrig var sejlet til Plymouth for at få udført mindre reparationer. Dette havde de amerikanske styrker ikke fået at vide. Da andre britiske skibe opdagede E-bådene tidligere på natten og meddelte det til korvetten, undlod dens chef at videregive oplysningen til LST-konvojen, da han fejlagtigt troede, at de allerede havde fået besked. Dette var imidlertid ikke sket, da LST'erne og det britiske flådehovedkvarter anvendte forskellige radiofrekvenser. Britiske kystbatterier ved Salcombe Harbour havde set silhouetter af E-bådene, men havde fået ordre til at lade være med at skyde, så tyskerne ikke opdagede, at Salcombe var forsvaret.
Da de resterende LST'ere landede ved Slapton Beach, fortsatte fejltagelserne og yderligere 308 mand døde ved egenbeskydning. Den tunge britiske krydser HMS Hawkins beskød stranden med skarpe granater efter ordre fra general Dwight D. Eisenhower, de allieredes øverstkommanderende, som mente, at tropperne skulle hærdes ved at blive udsat for rigtige kampforhold. Britiske marinesoldater på båden skrev i loggen (den eneste logbog, som siden er blevet reddet fra bådene) at mænd blev dræbt ved egenbeskydning. "På strandene var det med hvid tape angivet en linje, som amerikanerne ikke måtte krydse før granatbeskydningen var afsluttet, men marinesoldaterne sagde, at de krydsede linjen og blev ramt af granaterne".

### Efterspil
Som følge af officiel forlegenhed og bekymringer over mulige lækager lige inden den rigtige invasion, blev alle de overlevende forpligtet til tavshed af deres overordnede. Ti officerer, som savnedes efter angrebet, havde bigot sikkerhedsgodkendelse, dvs. at de kendte invasionsplanen og kunne have kompromitteret landgangen, hvis de var blevet taget til fange i live. Som følge heraf var invasionen nær blevet udsat, indtil ligene af alle ti var blevet fundet.
Der er ikke mange oplysninger om hvordan de enkelte soldater og søfolk præcis døde. Forskellige øjenvidneberetninger fortæller om hastige begravelser i umarkerede massegrave på marker i Devon.
Adskillige ændringer blev foretaget på baggrund af Exercise Tiger:
- Radio frekvenser blev standardiseret. De britiske eskortfartøjer var forsinkede og ude af position på grund af problemer med radiokommunikationen og et signal om E-bådenes tilstedeværelse blev ikke opfanget af LSTerne.
- Landgangstropperne fik bedre træning i brug af redningsveste.
- Nye planer om at mindre både skulle opsamle flydende overlevende på D-dag.

Tabstallene fra Exercise Tiger blev først frigivet i august 1944 sammen med tabene for selve D-dag. Der er stadig meget lidt dokumentation i de de officielle historier om tragedien. Nogle kommentatorer har kaldt det for en "cover-up", men den oprindeligt kritiske hemmeligholdelse af hændelserne ved Exercise Tiger kan havde resulteret i en længerevarende stilhed. I sin bog The Forgotten Dead – Why 946 American Servicemen Died Off The Coast Of Devon In 1944 – And The Man Who Discovered Their True Story, udgivet i 1988, erklærer Ken Small at hændelsen "aldrig blev skjult, den blev 'belejliget glemt'". Charles B. MacDonald, forfatter og tidliger vice-historiker på U.S. Army Center of Military History, noterer, at hændelsen blev omtalt i en pressemeddelelse fra SHAEF, i juli udgaven af Stars and Stripes. Desuden blev historien omtalt i detaljer i mindst tre bøger ved krigens slutning, herunder kaptajn Harry C. Butchers My Three Years With Eisenhower (1946), og i adskillige bøger og taler i de mellemliggende år. MacDonald antyder at pressemeddelelsen stort set blev overset i betragtning af de større begivenheder, der skete på daværende tidspunkt, befrielsen af Frankrig i sommeren 1944, og den omstændighed at man blot var glad for at krigen var slut i 1945.

### Mindesmærker over ofrene
Med meget begrænset støtte fra de væbnede styrker i USA og Storbritannien til et forehavende om at bjærge resterne af ofrene eller rejse et monument over hændelsen, påtog Ken Small fra Devon sig opgaven med at mindes hændelsen, efter at have fundet rester fra hændelsen skyllet op på kysten i begyndelsen af 1970'erne.
I 1974 erhvervede Small en sunken kampvogn fra 70. tank bataljon fra den amerikanske regering. Han var stødt på den i sin eftersøgning. I 1984 fik han endelig hævet kampvognen med støtte fra lokale beboere og dykkervirksomheder. Den står nu som et mindesmærke over hændelsen. De lokale myndigheder opstillede en plint ved stranden som kampvognen står på og opstillede en mindetavle over de dræbte. Small beskrev hvorledes lokale beboere var til mere hjælp end såvel de amerikanske som de britiske militære myndigheder. Senere fik han støtte og ros fra det amerikanske militær, samtidig med at briterne modarbejdede hans indsats. Small døde af kræft i marts 2004, nogle få uger inden 60 års dagen for Exercise Tiger hændelsen.
I 2006 blev Slapton Sands Memorial Tank Limited (en selvejende forening) etableret med det mål at skabe et mere omfattende mindesmærke, hvor navnene på alle de omkomne i Exercise Tiger bliver opremset.

### I folkelig kultur
D-Day Disaster, en episode i Channel 4's documentarserie Secret History (27. juli 1998).
Exercise Tiger blev flyttet fra Slapton til Bereton ved Devon kysten og brugt som baggrund for Kate Ellis' bog, The Armada Boy fra 1999.
Et radiospil 'The Tank Man' af Julia Stoneham, som beskrev Ken Smalls indsats blev udsendt på BBC Radio 4 den 24. oktober 2007.
Exercise Tiger dannede grundlag for den sidste episode i den sjette serie af Foyle's War.
Exercise Tiger optræder i Michael Morpurgo's bog 'The Amazing Story of Adolphus Tips'.

## Eksterne kilder
- Exercise Tiger på The Naval Historical Center Arkiveret 23. januar 2009 hos  Wayback Machine
- Exercise Tiger Amerikansk mindeside Arkiveret 28. november 2009 hos  Wayback Machine
- Slapton Villages Exercise Tiger side Arkiveret 29. april 2009 hos  Wayback Machine
- Detaljert beretning om Exercise Tiger og Ken Small's rolle Arkiveret 8. september 2008 hos  Wayback Machine
- En større undersøgelse af hændelsen Arkiveret 3. maj 2008 hos  Wayback Machine
- Historien om Exercise Tiger fra West Virginia State Archives Arkiveret 28. april 2005 hos  Wayback Machine
- Slapton Sands Memorial Tank website Arkiveret 17. april 2009 hos  Wayback Machine
- Video podcast dokumentarudsendelse i fem dele om S130 på www.pod3.tv Arkiveret 24. oktober 2006 hos  Wayback Machine
- Den officielle britiske velgørenhed vedrørende Exercise Tiger Arkiveret 4. juni 2009 hos  Wayback Machine

50°16′48″N 3°38′51″V / 50.28°N 3.6475°V